# Trinity Church (New York City)

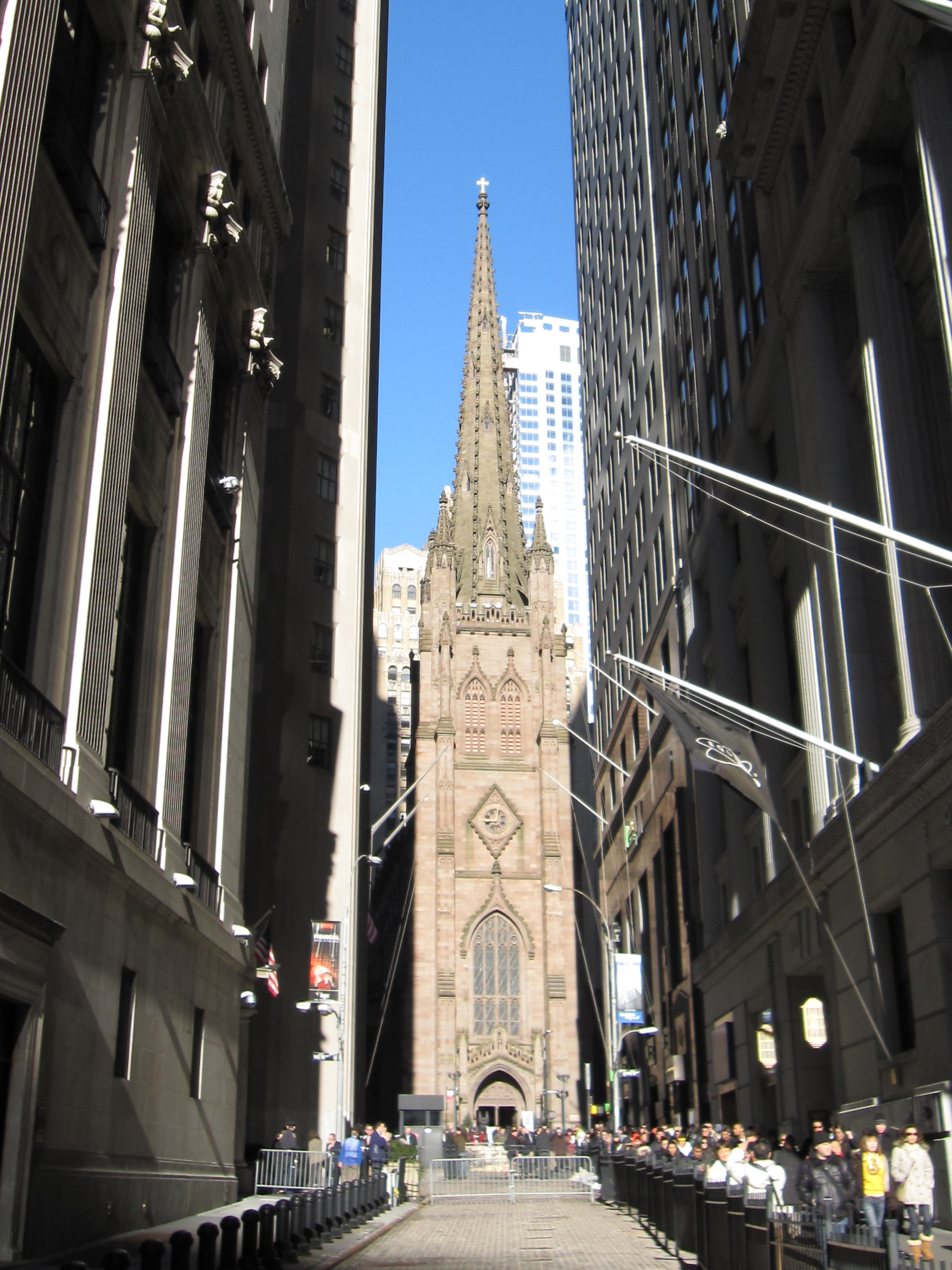
Trinity Church, Bild von der Wall Street

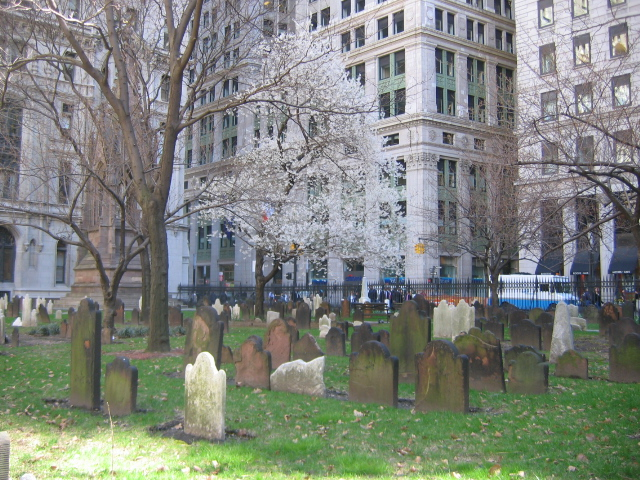
Friedhof der Trinity Church

Die Trinity Church (übersetzt: „Dreieinigkeitskirche“, häufig mit dem Zusatz „Wall Street“ genannt) ist eine der bekanntesten Kirchen in New York City. Sie befindet sich in Lower Manhattan zwischen Broadway und Trinity Place unmittelbar gegenüber dem nordwestlichen Ende der Wall Street und ist der Gottesdienstort für eine Gemeinde der US-amerikanischen Episkopalkirche.

## Geschichte
Der heutige Kirchenbau wurde 1846 nach Plänen von Richard Upjohn im Stil des Gothic Revival (Neugotik) fertiggestellt und am Himmelfahrtstag geweiht. Mit 86 Metern war der Turm der Trinity Church seinerzeit das höchste Gebäude von New York City, ist jedoch inzwischen durch Wolkenkratzer in der unmittelbaren Umgebung erheblich übertroffen worden. Seit Dezember 1976 ist die Trinity Church im National Register of Historic Places eingetragen und hat den Status eines National Historic Landmarks.
Dem heute stehenden Gebäude gingen zwei Vorgängerbauten voraus, aus deren Zeit auch der benachbarte Friedhof stammt. Das erste Kirchengebäude diente ab 1698 dem Gottesdienst und wurde am 21. September 1776 durch ein aufgrund kriegerischer Handlungen während des Amerikanischen Unabhängigkeitskriegs in Lower Manhattan ausgebrochenen Großbrandes zerstört. Die Errichtung des zweiten Kirchbaus begann 1788, er wurde 1790 geweiht. Dieses Bauwerk wurde im Winter 1838/1839 durch Schneelast beschädigt und anschließend niedergelegt.
Auf dem Friedhof der Trinity Church befinden sich Gräber einiger bekannter Persönlichkeiten der US-Gründungsgeschichte, unter anderen von Alexander Hamilton (1755–1804), William Bradford (1590–1657), Robert Fulton (1765–1815),  Albert Gallatin (1761–1849) und Johann Jakob Astor (1763–1848).

## Orgel
Die heutige Trinity Church verfügte über eine 1846 von Henry Erben erbaute Pfeifenorgel. Diese wurde in den 1920er Jahren durch die E. M. Skinner Organ Company und 1961 durch die Firma Aeolian Skinner umfangreich überarbeitet und erneuert. Durch die Terroranschläge vom 11. September 2001 auf das nahegelegene World Trade Center kam es durch Staub- und Schmutzablagerungen zu starken Korrosionsschäden an dieser Orgel. Als Übergangslösung bis zum Wiederaufbau einer Pfeifenorgel wurde im Jahr 2003 eine dreimanualige elektronische Orgel der Firma Marshall & Ogletree mit Spieltisch des italienischen Orgelbauers Fratelli Ruffatti beschafft.
Im Zuge der zwei Jahre dauernden Restaurierung der Kirche erhält die Trinity Church anstelle der elektronischen Orgel eine komplett neue Pfeifenorgel mit 113 Registern von der deutschen Orgelbaufirma Glatter-Götz, welche voraussichtlich im Jahre 2022 vollständig spielbar sein wird.

## Organisten
Von 1897 bis 1901 war Hermann Hans Wetzler Associate Organist an der Old Trinity Church.

## Trivia
- Im Film Das Vermächtnis der Tempelritter befindet sich unter der Kirche ein riesiger Schatz.
- Die Kirche ist auch im Videospiel Crysis 2 ein zentraler Handlungsort.
- Die Kirche kommt ebenfalls in dem Videospiel  Assassin’s Creed III vor.